# DFB-Pokal 1986/87 (Frauen)
Der DFB-Pokal der Frauen 1986/87 wurde vom TSV Siegen gewonnen. Im Finale schlug man den STV Lövenich mit 5:2. Für den TSV war es der zweite Pokalsieg in Folge. Durch den Gewinn der Deutschen Meisterschaft gewann der TSV auch das Double.

## Teilnehmer
Für den DFB-Pokal haben sich folgende Verbandspokalsieger qualifiziert:
| Regionalverband Nord | Regionalverband West                                                             | Regionalverband Südwest                                                                          | Regionalverband Süd | Berlin            |
| --- | -------------------------------------------------------------------------------- | ------------------------------------------------------------------------------------------------ | --- | ----------------- |
| - Bremen: Polizei SV Bremen - Hamburg: FTSV Lorbeer Rothenburgsort - Niedersachsen: VfL Wittekind Wildeshausen - Schleswig-Holstein: Wittenseer SV | - Mittelrhein: STV Lövenich - Niederrhein: VfB Uerdingen - Westfalen: TSV Siegen | - Rheinland: SC 07 Bad Neuenahr - Saarland: FSV Viktoria Jägersburg - Südwest: TuS Niederkirchen | - Baden FC Spöck - Bayern FC Bayern München - Hessen: FSV Frankfurt - Südbaden: TuS Binzen - Württemberg: SV Oberteuringen | - Mariendorfer SV |

## Übersicht
Die jeweils oben genannte Mannschaft hatte Heimrecht. Fett geschriebene Mannschaften erreichten die nächste Runde. Zahlen dahinter kennzeichnen die Tore im Wiederholungsspiel.
|  | Achtelfinale         | Achtelfinale |                     |                      | Viertelfinale        | Viertelfinale |  |  | Halbfinale | Halbfinale |  |  | Finale | Finale |
|  |                      |              |                     |                      |                      |               |  |  |            |            |  |  |        |        |
|  |                      |              |                     |                      |                      |               |  |  |            |            |  |  |        |        |
|  | VfB Uerdingen        | 11 01        |                     |                      |                      |               |  |  |            |            |  |  |        |        |
|  | Bayern München       | 11 21        |                     |                      |                      |               |  |  |            |            |  |  |        |        |
|  | Bayern München       | 11 21        | Bayern München      | 0                    |                      |               |  |  |            |            |  |  |        |        |
|  |                      |              | Bayern München      | 0                    |                      |               |  |  |            |            |  |  |        |        |
|  |                      |              |                     |                      | TSV Siegen           | 4             |  |  |            |            |  |  |        |        |
|  | Wittenseer SV        | 0            |                     |                      | TSV Siegen           | 4             |  |  |            |            |  |  |        |        |
|  | Wittenseer SV        | 0            |                     |                      |                      |               |  |  |            |            |  |  |        |        |
|  | TSV Siegen           | 5            |                     |                      |                      |               |  |  |            |            |  |  |        |        |
|  | TSV Siegen           | 5            | TSV Siegen          | 2                    |                      |               |  |  |            |            |  |  |        |        |
|  |                      |              | TSV Siegen          | 2                    |                      |               |  |  |            |            |  |  |        |        |
|  |                      |              |                     | FSV Frankfurt        | 212                  |               |  |  |            |            |  |  |        |        |
|  | Polizei SV Bremen    | 0            |                     | FSV Frankfurt        | 212                  |               |  |  |            |            |  |  |        |        |
|  | Polizei SV Bremen    | 0            |                     |                      |                      |               |  |  |            |            |  |  |        |        |
|  | VfL W. Wildeshausen  | 3            |                     |                      |                      |               |  |  |            |            |  |  |        |        |
|  | VfL W. Wildeshausen  | 3            | VfL W. Wildeshausen | 0                    |                      |               |  |  |            |            |  |  |        |        |
|  |                      |              | VfL W. Wildeshausen | 0                    |                      |               |  |  |            |            |  |  |        |        |
|  |                      |              |                     |                      | FSV Frankfurt        | 3             |  |  |            |            |  |  |        |        |
|  | FSV Frankfurt        | 7            |                     |                      | FSV Frankfurt        | 3             |  |  |            |            |  |  |        |        |
|  | FSV Frankfurt        | 7            |                     |                      |                      |               |  |  |            |            |  |  |        |        |
|  | SV Oberteuringen     | 0            |                     |                      |                      |               |  |  |            |            |  |  |        |        |
|  | SV Oberteuringen     | 0            | TSV Siegen          | 5                    |                      |               |  |  |            |            |  |  |        |        |
|  |                      |              | TSV Siegen          | 5                    |                      |               |  |  |            |            |  |  |        |        |
|  |                      |              |                     | STV Lövenich         | 2                    |               |  |  |            |            |  |  |        |        |
|  | SC 07 Bad Neuenahr   | 2            |                     | STV Lövenich         | 2                    |               |  |  |            |            |  |  |        |        |
|  | SC 07 Bad Neuenahr   | 2            |                     |                      |                      |               |  |  |            |            |  |  |        |        |
|  | STV Lövenich         | 3            |                     |                      |                      |               |  |  |            |            |  |  |        |        |
|  | STV Lövenich         | 3            | STV Lövenich        | 4                    |                      |               |  |  |            |            |  |  |        |        |
|  |                      |              | STV Lövenich        | 4                    |                      |               |  |  |            |            |  |  |        |        |
|  |                      |              |                     |                      | TuS Binzen           | 1             |  |  |            |            |  |  |        |        |
|  | FC Spöck             | 0            |                     |                      | TuS Binzen           | 1             |  |  |            |            |  |  |        |        |
|  | FC Spöck             | 0            |                     |                      |                      |               |  |  |            |            |  |  |        |        |
|  | TuS Binzen           | 1            |                     |                      |                      |               |  |  |            |            |  |  |        |        |
|  | TuS Binzen           | 1            | STV Lövenich        | 4                    |                      |               |  |  |            |            |  |  |        |        |
|  |                      |              | STV Lövenich        | 4                    |                      |               |  |  |            |            |  |  |        |        |
|  |                      |              |                     | Lorb. Rothenburgsort | 0                    |               |  |  |            |            |  |  |        |        |
|  | Vikt. Jägersburg     | 1            |                     | Lorb. Rothenburgsort | 0                    |               |  |  |            |            |  |  |        |        |
|  | Vikt. Jägersburg     | 1            |                     |                      |                      |               |  |  |            |            |  |  |        |        |
|  | TuS Niederkirchen    | 0            |                     |                      |                      |               |  |  |            |            |  |  |        |        |
|  | TuS Niederkirchen    | 0            | Vikt. Jägersburg    | 0                    |                      |               |  |  |            |            |  |  |        |        |
|  |                      |              | Vikt. Jägersburg    | 0                    |                      |               |  |  |            |            |  |  |        |        |
|  |                      |              |                     |                      | Lorb. Rothenburgsort | 1             |  |  |            |            |  |  |        |        |
|  | Lorb. Rothenburgsort | 2            |                     |                      | Lorb. Rothenburgsort | 1             |  |  |            |            |  |  |        |        |
|  | Lorb. Rothenburgsort | 2            |                     |                      |                      |               |  |  |            |            |  |  |        |        |
|  | Mariendorfer SV      | 1            |                     |                      |                      |               |  |  |            |            |  |  |        |        |

1 Sieg im Wiederholungsspiel
2 Sieg in der Verlängerung

## Achtelfinale
Gespielt wurde am 30. und 31. August 1986. Das Wiederholungsspiel wurde am 12. September 1986 ausgetragen.
|                         | Ergebnis  |                            |
| ----------------------- | --------- | -------------------------- |
| SC 07 Bad Neuenahr      | 2:3       | STV Lövenich               |
| FSV Viktoria Jägersburg | 1:0       | TuS Niederkirchen          |
| Lorbeer Rothenburgsort  | 2:1       | Mariendorfer SV            |
| FSV Frankfurt           | 7:0       | SV Oberteuringen           |
| Wittenseer SV           | 0:5       | TSV Siegen                 |
| FC Spöck                | 0:1       | TuS Binzen                 |
| Polizei SV Bremen       | 0:3       | VfL Wittekind Wildeshausen |
| VfB Uerdingen           | 1:1 n. V. | FC Bayern München          |

### Wiederholungsspiel
|                   | Ergebnis |               |
| ----------------- | -------- | ------------- |
| FC Bayern München | 2:0      | VfB Uerdingen |

## Viertelfinale
Gespielt wurde am 2. November 1986.
|                            | Ergebnis |                        |
| -------------------------- | -------- | ---------------------- |
| FSV Viktoria Jägersburg    | 0:1      | Lorbeer Rothenburgsort |
| VfL Wittekind Wildeshausen | 0:3      | FSV Frankfurt          |
| FC Bayern München          | 0:4      | TSV Siegen             |
| STV Lövenich               | 4:1      | TuS Binzen             |

## Halbfinale
Gespielt wurde am 19. und 20. April 1987.
|              | Ergebnis  |                        |
| ------------ | --------- | ---------------------- |
| STV Lövenich | 4:0       | Lorbeer Rothenburgsort |
| TSV Siegen   | 2:1 n. V. | FSV Frankfurt          |

## Finale
| TSV Siegen                                    | TSV Siegen | STV Lövenich | STV Lövenich |
| --------------------------------------------- | --- | --- | ------------ |
| TSV Siegen                                    | \| 20. Juni 1987 in Berlin (Olympiastadion) \| \| Ergebnis: 5:2 (2:0) \| \| Zuschauer: 30.000 (Vorspiel zum Männerfinale) \| \| Schiedsrichter: Gerd Zimmermann (Kiel) \|                                                                         | \| 20. Juni 1987 in Berlin (Olympiastadion) \| \| Ergebnis: 5:2 (2:0) \| \| Zuschauer: 30.000 (Vorspiel zum Männerfinale) \| \| Schiedsrichter: Gerd Zimmermann (Kiel) \|                                                                                         | STV Lövenich |
| TSV Siegen                                    | Rosemarie Neuser – Manuela Kozany – Melitta Thomas, Iris Hennecke (63. Petra Hamm) – Karin Sänger, Silvia Raith, Heike Czyganowski, Rike Koekkoek, Silvia Neid – Christine Chaladyniak (53. Thea Pick), Petra Bartelmann Cheftrainer: Gerd Neuser | Gabi Wego – Elisabeth Jansen – Susanne Lupp, Marie-Luise Gehlen – Waltraud Lambertz, Margret Schüffler, Erika Marx (72. Martina Stepprath-Rauschen), Dagmar Armborst, Dagmar Ziege (41. Karin Heyartz) – Sanna Ammer, Dorothea Schotten Cheftrainer: Toni Zündorf | STV Lövenich |
| TSV Siegen                                    | 1:0 Silvia Neid (19.) 2:0 Christine Chaladyniak (24.) 3:1 Iris Hennecke (50., Foulelfmeter) 4:1 Thea Pick (65.) 5:2 Petra Bartelmann (71.) | 2:1 Dorothee Schotten (47.) 4:2 Dagmar Armborst (67.) | STV Lövenich |
| TSV Siegen                                    | Marie-Luise Gehlen | | STV Lövenich |
| 20. Juni 1987 in Berlin (Olympiastadion)      | | |              |
| Ergebnis: 5:2 (2:0)                           | | |              |
| Zuschauer: 30.000 (Vorspiel zum Männerfinale) | | |              |
| Schiedsrichter: Gerd Zimmermann (Kiel)        | | |              |